# ورزشگاه امیر فیصل بن فهد
ورزشگاه امیر فیصل بن فهد (عربی:ملعب الأمير فيصل بن فهد)، یک ورزشگاه چند منظوره در ریاض، عربستان سعودی است که توسط معمار، مایکل کی سی چیا طراحی شده است. در حال حاضر بیشتر برای مسابقات فوتبال استفاده می شود. این ورزشگاه که به نام شاهزاده فیصل بن فهد بن عبدالعزیز آل سعود نامگذاری شده است، گنجایش ۲۲,۵۰۰ نفر را دارد.

## مسابقات بین‌المللی فوتبال
| تاریخ           | رقابت             | تیم           | نتیجه | تیم      |
| --------------- | ----------------- | ------------- | ----- | -------- |
| ۱۰ سپتامبر ۲۰۱۸ | دوستانه بین‌المللی | عربستان سعودی | ۲-۲   | بولیوی   |
| ۱۱ اکتبر ۲۰۱۸   | دوستانه بین‌المللی | عراق          | ۴-۰   | آرژانتین |
| ۱۰ نوامبر ۲۰۱۹  | دوستانه بین‌المللی | عربستان سعودی | ۰-۰   | پاراگوئه |